# Voie de signalisation
Une voie de signalisation, également connue sous le nom de cascade de signalisation ou cascade biochimique, est une série de réactions chimiques qui se produisent au sein d'une cellule biologique lorsqu'elles sont initiées par un stimulus. Ce stimulus, appelé premier messager, agit sur un récepteur lors de la phase de signalisation. Il est ensuite transduit à l'intérieur de la cellule par l'intermédiaire de seconds messagers qui amplifient le signal et le transfèrent aux molécules effectrices, amenant la cellule à répondre au stimulus initial. La plupart des cascades biochimiques sont des séries d’événements dans lesquels un événement déclenche le suivant, de manière linéaire, avec toutefois la présence possible de boucles pour réguler les rétroactions. À chaque étape de la cascade de signalisation, divers facteurs de contrôle sont impliqués pour réguler les actions cellulaires, afin de répondre efficacement aux signaux selon l’évolution de leur environnement interne et externe.
Si l'on considère qu'une voie de signalisation est un processus visant à adapter en sortie l'action d'une cellule en réponse à une information reçue en entrée — le signal — il est nécessaire que cette voie assume un certain nombre de fonctions : reconnaissance et stockage du signal, intégration avec d'autres signaux concurrents reçus, amplification et élimination des bruits parasites, information sur les réponses émises pour assurer le contrôle par rétroaction, passage des informations à travers la membrane cellulaire, coordination des réponses et adaptations à l'environnement, production de signaux spécifiques pour différencier les différentes actions à faire ou en cours, amélioration éventuelle du processus s'il devait être renouvelé. Ce sont à ces différentes fonctions que correspondent les multiples étapes et protéines intervenant dans chaque voie ou cascade de signalisation.
Un exemple serait la cascade de coagulation de l'hémostase secondaire qui conduit à la formation de fibrine et donc à l'initiation de la coagulation sanguine. Un autre exemple, la voie de signalisation Sonic hedgehog, est l'un des principaux régulateurs du développement embryonnaire et est présente chez tous les bilatériens. Les protéines de signalisation fournissent aux cellules des informations nécessaires au bon développement de l’embryon. Lorsque la voie fonctionne mal, cela peut entraîner des maladies comme le carcinome basocellulaire.

## Introduction

### Cascades de signalisation
Une voie (ou cascade) de signalisation peut être électrique, chimique ou une combinaison des deux.
Une même voie de signalisation, faisant appel à des protéines différentes, déclenche des réponses différentes. Ainsi, chez l'être humain, la voie de signalisation MAPK/ERK : Ligand (EGF), Récepteur (EGFR)  Protéine adaptatrice (Grb2 (en)) GEF (en) (Son of Sevenless) Protéine G (Protéine RAS) MAPKKK (RAF),  MAPKK (Mek)  MAPK (ERK) produit en réponse une  prolifération tumorale. Chez la mouche du fruit ou les ascaris, la même voie de signalisation (utilisant d'autres protéines) commande respectivement le développement de l'œil  de la vulve.
Les cellules ont besoin d’une machinerie cellulaire complète et fonctionnelle pour vivre. Lorsqu’elles appartiennent à des organismes multicellulaires complexes, elles ont besoin de communiquer entre elles et de travailler en symbiose pour donner vie à l’organisme. Ces communications entre cellules déclenchent des cascades de signalisation intracellulaire, appelées voies de transduction du signal, qui régulent des fonctions cellulaires spécifiques. Chaque transduction de signal se produit à partir un messager extracellulaire primaire qui se lie à un récepteur transmembranaire ou nucléaire, déclenchant des signaux intracellulaires. Le complexe formé produit ou libère des seconds messagers qui intègrent et adaptent le signal, l'amplifiant, en activant des cibles moléculaires, qui à leur tour déclenchent des effecteurs qui conduiront à la réponse cellulaire souhaitée.

### Transducteurs et effecteurs
La transduction du signal est réalisée par l'activation de récepteurs spécifiques puis la production ou délivrance de seconds messagers, tels que les ions Calcium (Ca 2+) ou l'AMPc. Ces molécules fonctionnent comme des transducteurs de signal, déclenchant des cascades intracellulaires et amplifiant à leur tour le signal initial. Deux principaux mécanismes de transduction du signal ont été identifiés, via les récepteurs nucléaires, ou via les récepteurs transmembranaires. Dans le premier cas, les premiers messagers traversent la membrane cellulaire, se liant et activant les récepteurs intracellulaires localisés au niveau du noyau ou du cytosol, qui agissent alors comme des facteurs transcriptionnels régulant directement l'expression des gènes. Ceci est possible grâce à la nature lipophile de ces ligands, principalement des hormones. Lors de la transduction du signal via les récepteurs transmembranaires, le premier messager se lie au domaine extracellulaire du récepteur transmembranaire, l'activant. Ces récepteurs peuvent avoir une activité catalytique intrinsèque ou être couplés à des enzymes effectrices, ou encore être associés à des canaux ioniques. Par conséquent, il existe quatre principaux types de récepteurs transmembranaires : les récepteurs couplés aux protéines G (GPCR), les récepteurs à tyrosine kinase (RTK), les récepteurs à sérine/thréonine kinase (RSTK) et les canaux ioniques dépendants du ligand (LGIC),. Les seconds messagers peuvent être classés en trois classes :
1. Les messagers hydrophiles/cytosoliques. Ils  sont solubles dans l'eau et sont localisés au niveau du cytosol, notamment cAMP, cGMP, IP3, Ca 2+, cADPR et S1P. Leurs principales cibles sont les protéines kinases telles que la  PKA et la PKG, qui sont alors impliquées dans les réponses médiées par la phosphorylation[5].
2. Les messagers hydrophobes/associés à la membrane : ils sont insolubles dans l’eau et associés à la membrane. Ils sont localisés dans les espaces intermembranaires, où ils peuvent se lier aux protéines effectrices associées à la membrane. Exemples : PIP3, DAG, l'acide phosphatidique, l'acide arachidonique et les céramides. Ils sont impliqués dans la régulation des kinases et des phosphatases, des facteurs associés aux protéines G et des facteurs de transcription[5].
3. Les messagers gazeux : ils peuvent se propager à travers la membrane cellulaire et le cytosol.Ils incluent l'oxyde nitrique et le monoxyde de carbone. Tous deux peuvent activer le GMPc et, de plus d’être capables de médier des activités indépendantes ; ils peuvent également fonctionner en mode coordonné[5].

### Réponse cellulaire
Elle peut être de plusieurs natures : expression ou altération d'un gène, activation ou régulation d'une protéine, mais aussi changements morphologiques, changement  du métabolisme, maintien de l'homéostasie, croissance ou division de la cellule, ou encore apoptose. (pour les nuls)
La réponse cellulaire dans les cascades de transduction du signal implique une altération de l’expression de gènes effecteurs ou une activation/inhibition de protéines ciblées. La régulation de l’activité des protéines implique principalement des événements de phosphorylation/déphosphorylation, conduisant à leur activation ou à leur inhibition. C'est le cas de la grande majorité des réponses résultant de la liaison des messagers primaires aux récepteurs membranaires. Cette réponse est rapide car elle implique la régulation de molécules déjà présentes dans la cellule. En revanche, l'induction ou la répression de l'expression de gènes nécessite la liaison de facteurs transcriptionnels aux séquences régulatrices de ces gènes. Les facteurs transcriptionnels sont activés par les messagers primaires, dans la plupart des cas, en raison de leur fonction de récepteurs nucléaires pour ces messagers. Les messagers secondaires comme le DAG ou le Ca 2+ pourraient également induire ou réprimer l'expression des gènes, via des facteurs transcriptionnels. Cette réponse est plus lente que la première car elle implique davantage d’étapes, comme la transcription de gènes puis l’effet des protéines nouvellement formées sur une cible spécifique. La cible pourrait être une protéine ou un autre gène, ,

### Exemples de cascades biochimiques
En biochimie, plusieurs cascades enzymatiques et cascades de transduction de signaux importantes participent à des voies métaboliques ou à des réseaux de signalisation, dans lesquels les enzymes sont généralement impliquées pour catalyser les réactions. Par exemple, la voie des facteurs tissulaires dans la cascade de coagulation de l’hémostase secondaire est la principale voie menant à la formation de fibrine et donc à l’initiation de la coagulation sanguine. Les voies sont une série de réactions dans lesquelles un zymogène (précurseur d'enzyme inactif) d'une sérine protéase et ses cofacteurs glycoprotéiques sont activés pour devenir des composants actifs qui catalysent ensuite la réaction suivante dans la cascade, aboutissant finalement à de la fibrine réticulée.
Un autre exemple, la voie de signalisation Hedgehog, est l'un des principaux régulateurs du développement embryonnaire et est présente chez tous les bilatériens. Les différentes parties de l'embryon présentent différentes concentrations de protéines de signalisation Hedgehog, qui fournissent aux cellules des informations permettant à l'embryon de se développer correctement et de façon adaptée en formant une tête ou un cœur par exemple. Lorsque la voie fonctionne mal, cela peut entraîner des maladies comme le carcinome basocellulaire. Des études récentes soulignent le rôle de la signalisation Hedgehodg dans la régulation des cellules souches impliquées dans le maintien et la régénération des tissus adultes. Cette voie a également été impliquée dans le développement de certains cancers. Des médicaments ciblant spécifiquement la signalisation Hedgehog pour lutter contre les maladies ont été développés par un certain nombre de sociétés pharmaceutiques. La plupart des cascades biochimiques sont des séries d’événements dans lesquels un événement déclenche le suivant, de manière linéaire. Il existe toutefois des cascades comportant des boucles de rétroaction, lesquelles peuvent être positives ou négatives.
Parmi les cascades biochimiques, il est possible de citer :
- Le système du complément
- La voie de signalisation de l'insuline
- La voie de signalisation Sonic Hedgehog
- La voie de signalisation Wnt
- La voie de signalisation JAK-STAT
- Les voies des récepteurs adrénergiques
- Les voies des récepteurs de l'acétylcholine
- La cascade de protéines kinases activées par les mitogènes

À l’inverse, les cascades négatives incluent des événements qui se déroulent en boucle, avec une rétroaction négatives. Elles peuvent provoquer ou être provoqués par plusieurs événements. Les cascades négatives comprennent les 
- Cascade ischémique

## Cascades biochimiques spécifiques par types de cellules

### Cellules épithéliales
L'adhésion est un processus essentiel pour les cellules épithéliales afin que l'épithélium puisse se former et que les cellules puissent être en contact permanent avec la matrice extracellulaire et d'autres cellules. Plusieurs voies existent pour réaliser cette communication et cette adhésion à l’environnement. Mais les principales voies de signalisation sont les voies de la cadhérine et de l’intégrine. La voie de la cadhérine est présente dans les jonctions d'adhésion ou dans les desmosomes et est responsable de l'adhésion épithéliale et de la communication avec les cellules adjacentes. La cadhérine est un récepteur glycoprotéique transmembranaire qui établit un contact avec une autre cadhérine présente à la surface d'une cellule voisine formant un complexe d'adhésion. Ce complexe d'adhésion est formé de β-caténine et d'α-caténine, et p120 CAS est essentiel pour sa stabilisation et sa régulation. Ce complexe se lie ensuite à l'actine, conduisant à la polymérisation. Pour la polymérisation de l'actine par la voie de la cadhérine, des protéines de la famille des Rho GTPases sont également impliquées. Ce complexe est régulé par la phosphorylation, ce qui conduit à une régulation négative de l'adhésion. Plusieurs facteurs peuvent induire la phosphorylation, comme l'EGF, le HGF ou le v-Src . La voie de la cadhérine joue également un rôle important dans la survie et la prolifération car elle régule la concentration de β-caténine cytoplasmique. Lorsque la β-caténine est libre dans le cytoplasme, elle est normalement dégradée, mais si la signalisation Wnt est activée, la dégradation de la β-caténine est inhibée et elle est transloquée vers le noyau où elle forme un complexe avec des facteurs de transcription. Cela conduit à l’activation des gènes responsables de la prolifération et de la survie cellulaire. Le complexe cadhérine-caténine est donc essentiel à la régulation du destin cellulaire,. Les intégrines sont des récepteurs hétérodimériques de glycoprotéines qui reconnaissent les protéines présentes dans la matrice extracellulaire, comme la fibronectine et la laminine. Pour fonctionner, les intégrines doivent former des complexes avec les protéines ILK et Fak. Pour l'adhésion à la matrice extracellulaire, l'ILK active les protéines Rac et Cdc42 et conduit à la polymérisation de l'actine. ERK conduit également à la polymérisation de l'actine par activation de cPLA2. Le recrutement de FAK par l'intégrine conduit à l'activation de l'Akt, ce qui inhibe les facteurs pro-apoptotiques tels que BAD et Bax. Lorsque l'adhésion via les intégrines ne se produit pas, les facteurs pro-apoptotiques ne sont pas inhibés et entraînent l'apoptose,.

### Neurones
La signalisation purinergique (en) joue un rôle essentiel dans les interactions entre les neurones et les cellules gliales, leur permettant de détecter les potentiels d'action et de moduler l'activité neuronale, contribuant ainsi à la régulation de l'homéostasie intra et extracellulaire. Outre le neurotransmetteur purinergique, l'ATP agit comme un facteur trophique dans le développement et la croissance cellulaires, étant impliqué dans l'activation et la migration des microglies, ainsi que dans la myélinisation axonale par les oligodendrocytes. Il existe deux principaux types de récepteurs purinergiques, P1 se liant à l'adénosine et P2 se liant à l'ATP ou à l'ADP, présentant différentes cascades de signalisation,. La voie de signalisation Nrf2 /ARE joue un rôle fondamental dans la lutte contre le stress oxydatif, auquel les neurones sont particulièrement vulnérables en raison de sa forte consommation d’oxygène et de sa forte teneur en lipides. Cette voie neuroprotectrice implique le contrôle de l'activité neuronale par les astrocytes périsynaptiques et la libération neuronale de glutamate, avec l'établissement de synapses tripartites. L'activation de Nrf2/ARE conduit à une expression plus élevée d'enzymes impliquées dans la synthèse et le métabolisme du glutathion, qui jouent un rôle clé dans la réponse antioxydante,,,. La voie de signalisation LKB1/NUAK1 régule la ramification des axones terminaux au niveau des neurones corticaux, via la capture locale de mitochondries immobilisées. Outre NUAK1, la kinase LKB1 agit sous d'autres enzymes effectrices telles que SAD-A/B et MARK, régulant ainsi respectivement la polarisation neuronale et la croissance axonale. Ces cascades de kinases impliquent également la protéine Tau et d'autres MAP,,. Une connaissance approfondie de ces voies neuronales et d'autres pourrait fournir de nouvelles cibles thérapeutiques potentielles pour plusieurs maladies chroniques neurodégénératives telles que la maladie d'Alzheimer, la maladie de Parkinson et la maladie de Huntington, ainsi que la sclérose latérale amyotrophique,,.

### Cellules sanguines
Les cellules sanguines (érythrocytes, leucocytes et plaquettes ) sont produites par hématopoïèse. Les érythrocytes ont pour fonction principale l'apport d'O 2 aux tissus, et ce transfert se fait par diffusion et est déterminé par la tension d'O 2 (PO 2 ). Les érythrocytes sont capables de ressentir le besoin tissulaire en O 2 et de provoquer une modification du calibre vasculaire, via la voie de libération de l'ATP, qui nécessite une augmentation de l'AMPc et est régulée par la phosphodiestérase (PDE). Cette voie peut être déclenchée via deux mécanismes : un stimulus physiologique (comme une réduction de la tension d'O2) et l'activation du récepteur de la prostacycline (IPR). Cette voie comprend les protéines G hétérotrimériques, l'adénylyl cyclase (AC), la protéine kinase A (PKA), le régulateur de conductance transmembranaire de la mucoviscidose (CFTR) et un conduit final qui transporte l'ATP vers la lumière vasculaire (panexine 1 ou canal anionique dépendant de la tension (VDAC)). L'ATP libéré agit sur les récepteurs purinergiques des cellules endothéliales, déclenchant la synthèse et la libération de plusieurs vasodilatateurs, comme l'oxyde nitrique (NO) et la prostacycline (PGI 2 ),. Le modèle actuel de cascade d’adhésion leucocytaire comprend de nombreuses étapes mentionnées dans le tableau 1.
L'adhésion des leucocytes aux cellules endothéliales médiée par l'intégrine est liée à des changements morphologiques dans les leucocytes et les cellules endothéliales, qui soutiennent ensemble la migration des leucocytes à travers les parois veinulaires. Les petites GTPases Rho et Ras sont impliquées dans les principales voies de signalisation des leucocytes sous-jacentes à l'adhésion dépendante de l'intégrine stimulée par les chimiokines et jouent un rôle important dans la régulation de la forme, de l'adhésion et de la motilité des cellules.
Après une lésion vasculaire, les plaquettes sont activées par le collagène exposé localement (récepteur de la glycoprotéine (GP) VI), la thrombine générée localement (récepteurs PAR1 et PAR4), le thromboxane A2 (TxA2) dérivé des plaquettes (récepteur TP) et l'ADP (récepteurs P2Y1 et P2Y12) qui est soit libéré par les cellules endommagées, soit sécrété par les granules denses des plaquettes. Le facteur von Willebrand (VWF) constitue une molécule accessoire essentielle. En termes généraux, l'activation plaquettaire initiée par l'agoniste entraîne une cascade de signalisation qui conduit à une augmentation de la concentration de calcium cytosolique. Par conséquent, l'intégrine α IIb β 3 est activée et la liaison au fibrinogène permet l'agrégation des plaquettes entre elles. L'augmentation du calcium cytosolique conduit également à un changement de forme et à la synthèse de TxA2, conduisant à une amplification du signal.

### Lymphocytes
L'objectif principal des cascades biochimiques dans les lymphocytes est la sécrétion de molécules capables de supprimer les cellules altérées ou d'éliminer les agents pathogènes, par la prolifération, la différenciation et l'activation de ces cellules. Par conséquent, les récepteurs antigéniques jouent un rôle central dans la transduction du signal dans les lymphocytes, car lorsque les antigènes interagissent avec eux, cela entraîne une cascade d’événements de signal. Ces récepteurs, qui reconnaissent l'antigène soluble (cellules B) ou lié à une molécule sur les cellules présentatrices d'antigène (cellules T), n'ont pas de longues queues cytoplasmiques, ils sont donc ancrés aux protéines de signal, qui contiennent une longue queue cytoplasmique avec un motif. qui peut être phosphorylé ( ITAM – motif d’activation immunorécepteur à base de tyrosine) et aboutissant à différentes voies de signal. Le récepteur antigénique et la protéine signal forment un complexe stable, appelé BCR ou TCR, respectivement dans les cellules B ou T. La famille Src est essentielle à la transduction du signal dans ces cellules, car elle est responsable de la phosphorylation des ITAM. Par conséquent, Lyn et Lck, dans les lymphocytes B et T, respectivement, phosphorylent des motifs d'activation à base de tyrosine des immunorécepteurs après la reconnaissance de l'antigène et le changement conformationnel du récepteur, ce qui conduit à la liaison des kinases Syk / Zap-70 à l'ITAM et à son activation. . La Syk kinase est spécifique des lymphocytes B et Zap-70 est présente dans les lymphocytes T. Après activation de ces enzymes, certaines protéines adaptatrices sont phosphorylées, comme BLNK (cellules B) et LAT (cellules T). Ces protéines après phosphorylation s'activent et permettent la liaison d'autres enzymes qui poursuivent la cascade biochimique,,,. Un exemple de protéine qui se lie aux protéines adaptatrices et s’active est le PLC, qui joue un rôle très important dans les voies de signalisation des lymphocytes. PLC est responsable de l'activation de la PKC, via DAG et Ca 2+, ce qui conduit à la phosphorylation de la molécule CARMA1 et à la formation du complexe CBM. Ce complexe active la Iκκ kinase, qui phosphoryle l'I-κB, puis permet la translocation de NF-κB vers le noyau et la transcription de gènes codant pour des cytokines, par exemple. D'autres facteurs de transcription comme le NFAT et le complexe AP1 sont également importants pour la transcription des cytokines,,,. La différenciation des lymphocytes B en plasmocytes est également un exemple de mécanisme de signal dans les lymphocytes, induit par un récepteur de cytokine . Dans ce cas, certaines interleukines se lient à un récepteur spécifique, ce qui conduit à l'activation de la voie MAPK/ERK. Par conséquent, la protéine BLIMP1 est traduite et inhibe PAX5, permettant la transcription des gènes d'immunoglobuline et l'activation de XBP1 (important pour la formation de l'appareil sécrétoire et l'amélioration de la synthèse des protéines),,. De plus, les corécepteurs (CD28 et CD19) jouent un rôle important car ils peuvent améliorer la liaison antigène/récepteur et déclencher des événements en cascade parallèles, comme l'activation de la PI3 Kinase. PIP3 est alors responsable de l'activation de plusieurs protéines, comme vav (conduit à l'activation de la voie JNK, qui conduit par conséquent à l'activation de c-Jun ) et btk (peut également activer le PLC),.

## Documentation des cascades de signalisation
La documentation des cascades de signalisation a été réalisée par des groupes individuels étudiant un réseau d'intérêt (par exemple, la voie de signalisation immunitaire) ainsi que par de grands consortiums bioinformatiques (par exemple, le projet Reactome) et des entités commerciales. La documentation d'une cascade consiste à identifier et intégrer des entités, des interactions et des annotations associées, et à alimenter une base de connaissances. La documentation peut être axée  sur les données (Data-driven Objective, ou DDO), ou sur les connaissances (Knowledge-driven Objective, ou KDO). La documentation basée sur les données est utilisée pour générer des informations sur les relations entre des gènes ou des protéines identifiées dans une expérience spécifique telle qu'une étude à partir d'un microréseau d'ADN. La documentation axée sur la connaissance implique le développement d'une base de connaissances détaillée sur les cascades de signalisation, pour des domaines d'intérêt particuliers, tels qu'un type de cellule, une maladie ou un système. Le processus de conservation implique l'identification et la structuration du contenu, l'extraction d'informations manuellement ou informatiquement et l'assemblage d'une base de connaissances à l'aide d'outils logiciels appropriés.

## Bases de données et outils liés aux voies de signalisation
La quantité croissante d’informations génomiques et moléculaires constitue la base de la compréhension des systèmes biologiques d’ordre supérieur, tels que la cellule et l’organisme, et de leurs interactions avec l’environnement, ainsi que des applications médicales, industrielles et autres applications pratiques. L'ensemble de bases de données KEGG (Kyoto Encyclopedia of Genes and Genomes) fournit des bases de référence pour relier les génomes aux systèmes biologiques, classées en éléments constitutifs de l'espace génomique (KEGG GENES), de l'espace chimique (KEGG LIGAND), des schémas de câblage des réseaux d'interaction et des réseaux de réaction (KEGG PATHWAY ), et des ontologies pour la reconstruction de voies de signalisation (base de données BRITE). La base de données KEGG PATHWAY comporte un ensemble de cartes manuelles de voies intervenant dans le métabolisme, le traitement de l'information génétique, le traitement de l'information environnementale telle que la transduction du signal, l'interaction ligand -récepteur et la communication cellulaire, et divers autres processus cellulaires et maladies humaines, le tout basé sur une recherche approfondie de publications scientifiques.
Gene Map Annotator and Pathway Profiler (GenMAPP (en)), un programme informatique gratuit, open source et autonome, est conçu pour organiser, analyser et partager des données à l'échelle du génome dans le contexte des voies biologiques. La base de données GenMAPP permet d'annoter de plusieurs façons les gènes et espèces, et de créer des bases de données d'espèces personnalisées en nombre potentiellement illimité. Les ressources sur les voies de signalisation sont étendues à des informations d'homologie permettant de traduire le contenu des voies entre espèces et en étendant les voies existantes avec des données dérivées des interactions protéiques et de la coexpression. Un nouveau mode de visualisation des données, permettant de mettre en évidence l'évolution temporelle, le polymorphisme mononucléotidique (SNP) et l'épissage, a été mis en œuvre avec la base de données GenMAPP pour prendre en charge l'analyse de données complexes. GenMAPP propose également des moyens innovants d'afficher et de partager des données en incorporant l'exportation HTML d'analyses pour des ensembles entiers de parcours sous forme de pages Web organisées.
Compte tenu de la constitution génétique d’un organisme, l’ensemble complet des réactions possibles constitue son réactome . Reactome, est une ressource de données organisée et évaluée par des pairs sur les processus et les voies biologiques humaines. L'unité de base de cette base de données  une réaction ; les réactions sont ensuite regroupées en chaînes causales pour former des voies. Le modèle de données Reactome permet de représenter de nombreux processus dans le système humain, y compris les voies du métabolisme intermédiaire, les voies de régulation et la transduction du signal, ainsi que les processus de haut niveau, tels que comme le cycle cellulaire. Reactome fournit un cadre qualitatif, sur lequel peuvent se superposer des données quantitatives. Des outils ont été développés pour faciliter la saisie et l'annotation de données personnalisées par des biologistes experts, et pour permettre la visualisation et l'exploration de l'ensemble de données fini sous forme de carte de processus interactive. Bien que le principal domaine de conservation soit celui des voies d'Homo sapiens, des projections électroniques des voies humaines sur d'autres organismes sont régulièrement créées via des orthologues putatifs, rendant ainsi Reactome pertinent pour les communautés de recherche sur les organismes modèles. La base de données est accessible au public sous des conditions open source, ce qui permet à son contenu et à son infrastructure logicielle d'être librement utilisés et redistribués. L’étude de profils transcriptionnels complets et le catalogage des interactions protéine-protéine ont fourni de nombreuses informations biologiques précieuses, du génome ou du protéome à la physiologie d’un organisme, d’un organe, d’un tissu ou même d’une seule cellule. La base de données Reactome contient un cadre de réactions possibles qui, lorsqu'il est combiné avec des données d'expression et de cinétique enzymatique, fournit l'infrastructure pour des modèles quantitatifs, donc une vue intégrée des processus biologiques, qui relie ces produits géniques et peut être systématiquement exploitée à l'aide d'applications bioinformatiques. Les données Reactome sont disponibles dans une variété de formats standards, notamment BioPAX, SBML et PSI-MI, et permettent également l'échange de données avec d'autres bases de données de voies, telles que Cycs, KEGG et amaze, et des bases de données d'interactions moléculaires, telles que BIND et HPRD. La prochaine publication de données couvrira l'apoptose, y compris les voies de signalisation des récepteurs de mort et les voies Bcl2, ainsi que les voies impliquées dans l'hémostase. D'autres sujets actuellement en développement incluent plusieurs voies de signalisation, la mitose, la phototransduction visuelle et l'hématopoïèse.

## Approches orientées voies de signalisation
À l'ère post-génomique, les techniques de séquençage à haut débit et de profilage de gènes/protéines ont transformé la recherche biologique en permettant une surveillance complète d'un système biologique, produisant une liste de gènes ou de protéines exprimés de manière différentielle, ce qui est utile pour identifier les gènes pouvant jouer un rôle dans un phénomène ou un phénotype donné. Grâce aux puces à ADN et à l'ingénierie génétique à l'échelle du génome, il est possible de cribler des profils d'expression génique mondiaux afin de contribuer au domaine public avec une richesse de données génomiques. Grâce à l’interférence ARN, il est possible de regrouper les inférences contenues dans la littérature expérimentale et les bases de données primaires dans des bases de connaissances constituées de représentations annotées des voies de signalisation. Dans ce cas, on sait quels gènes et protéines individuels sont impliqués dans quels processus, composants ou structures biologiques, ainsi que dans la manière et l’endroit où les produits géniques interagissent les uns avec les autres,. Les approches orientées voies pour analyser les données des puces à ADN, en regroupant de longues listes de gènes individuels, de protéines ou d'autres molécules biologiques en fonction des voies dans lesquelles ils sont impliqués dans des ensembles plus petits de gènes ou de protéines apparentés, ce qui réduit la complexité, se sont révélées utiles pour relier les données génomiques à des processus et systèmes biologiques spécifiques. L’identification de voies actives qui diffèrent entre deux conditions peut avoir plus de pouvoir explicatif qu’une simple liste de gènes ou de protéines différents. En outre, un grand nombre de méthodes d'analyse des voies exploitent les connaissances sur les voies dans des référentiels publics tels que Gene Ontology (GO) ou l'Encyclopédie des gènes et des génomes de Kyoto ( KEGG ), plutôt que de déduire des voies à partir de mesures moléculaires,. En outre, différents axes de recherche ont donné au mot « voie » des significations différentes. Par exemple, « voie » peut désigner une voie métabolique impliquant une séquence de réactions de petites molécules catalysées par des enzymes, ou une voie de signalisation impliquant un ensemble de réactions de phosphorylation de protéines et d'événements de régulation génique. Par conséquent, le terme « analyse des voies » a une application très large. Par exemple, il peut faire référence à l'analyse des réseaux d'interactions physiques (par exemple, les interactions protéine-protéine), à la simulation cinétique des voies et à l'analyse des voies en régime permanent (par exemple, analyse du bilan de flux), ainsi qu'à son utilisation dans l'inférence de voies à partir des données d’expression et de séquence. Plusieurs outils d'analyse d'enrichissement fonctionnel ,,, et algorithmes ont été développés pour améliorer l'interprétation des données. Les méthodes existantes d’analyse des parcours basées sur la base de connaissances dans chaque génération ont été résumées dans la littérature récente.